# Реформи на Махмуд II
Реформите на Махмуд II или реформите в Османската империя през XIX век са всеобхватни и засягат цялата съществувала дотогава държавна организация. Първоначалният замисъл е само за османски военни реформи.
Реформите са политически, социално-икономически, в т.ч. и поземлени, военни, образователни, финансови и културни, включително налагането на феса за официална османска шапка. Първите стъпки са предприети от султана Махмуд II, поради което реформите са известни с неговото име, макар че продължават в една или друга степен и при неговите наследници като държавни глави, включително и през XX век. 
Реформите започват с ликвидиране на еничарския корпус, преминават през пълния разгром на Османската империя в Руско-турската война (1828 – 1829), последвано от т.нар. Египетска криза и епохата на Танзимата при новия султан. През втората половина на века излиза и Хатихумаюна, но източния въпрос се изостря до краен предел под заплахата от ревизираните с т.нар. Парижки мирен договор (1856) решения на Виенския конгрес. Формално завършват с приемането на османска конституция.